# God Is an Astronaut (album)
God Is an Astronaut – czwarty album album studyjny (a piąty w dorobku) irlandzkiej grupy muzycznej God Is an Astronaut.

## Lista utworów
1. Shadows - 5:11
2. Post Mortem - 5:52
3. Echoes - 5:10
4. Snowfall - 6:41
5. First Day of Sun - 3:37
6. No Return - 7:04
7. Zodiac - 5:41
8. Remaining Light - 5:30
9. Shores of Orion - 5:15
10. Loss - 10:51